# Physalia
Genre
Physalia (du grec phusallís, « vessie ») est un genre de cnidaires pélagiques urticants (de l'ordre des siphonophores).

## Description
Les physalies, ou « fausses méduses », sont des animaux vivant en colonies prenant la forme d'un superorganisme unique ressemblant à une méduse, mais différent de celles-ci.
Les physalies sont des siphonophores marins composés d'un flotteur (pneumatophore) surmonté d'une « voile », et sous lequel sont attachés quatre types de polypes translucides aux nombreux tentacules longs et fins pouvant dépasser 50 mètres de long. Très virulent, le venin des nématocystes de Physalia provoque de graves lésions urticantes, peut entraîner la cécité, des paralysies musculaires et, par suite, des collapsus cardio-vasculaires.

## Biotope et répartition mondiale
Les Physalia se déplacent en grand nombre au large dans les mers tropicales, mais on peut en rencontrer parfois près des côtes aquitaines de la Charente-Maritime et même de Bretagne où elles peuvent s'échouer. En juin 2025, une forte concentration de Physalia Physalis a été observée dans les Bouches de Bonifacio au large de la Corse et sur les plages de Sardaigne où un cas de piqûre mortelle avait été signalé en 2010.

## Liste d'espèces
Le genre compte selon les classifications une ou deux espèces appelées physalies : Physalia physalis et Physalia utriculus.
La première fréquente l'océan Atlantique, et la seconde l'Indo-pacifique. Cette dernière n'est plus admise par World Register of Marine Species (21 octobre 2013) et ITIS (21 octobre 2013), mais toujours par NCBI (21 octobre 2013).